# Underbelly: Vanishing Act
Underbelly: Vanishing Act é uma minissérie de televisão australiana baseada na história do desaparecimento de Melissa Caddick. Foi ao ar pela primeira vez na Nine Network em 3 abril de 2022. Os dois episódios fazem parte da sétima temporada da série de antologia de crimes reais Underbelly.
A série foi anunciada pela primeira vez pela em setembro de 2021. Foi produzida pela Screentime.

## Enredo
Vanishing Act é baseado na história de Melissa Caddick, que foi acusada de ter desviado US$ 40 milhões antes de desaparecer em novembro de 2020, um dia após a Comissão Australiana de Valores Mobiliários e Investimentos cumprir um mandado de busca em sua casa em Dover Heights, Sydney.

## Elenco
- Kate Atkinson como Melissa Caddick[5]
- Colin Friels como George K.
- Jerome Velinsky como Anthony Koletti
- Tai Hara como Vincent Lee
- Maya Stange como Angie Beyersdorf
- Dylan Hare como Nash Malouf
- Ursula Mills como Phoebe Quinn
- Frankie J Holden como Ted Grimley
- Anne Tenney como Barbara Grimley
- Sophie Hensser como Wendy